# 安家川
安家川（あっかがわ）は、岩手県下閉伊郡岩泉町安家村を流れる河川。
安家はアイヌ語のワッカ（きれいな水）から来ており、安家川は清流として知られる。

## 周辺
- 岩泉町立安家小中学校
- 安家郵便局
- 安家洞
- 岩泉町安家診療所
- 岩泉町役場安家支所
- 安家バイパス

## 特徴
- 岩泉北部を流れ、ダムが無い。
- 渓流釣りのメッカとして有名である。釣りの季節には多くの釣り人でにぎわう。
- 清流にしか棲息しないカワシンジュガイがいる。町指定天然記念物であり、採取すると罰せられる[1]。
- 雪とのコントラストが綺麗である。
- 安家川下流の年々集落には、高さ10メートル程の滝がある。地元では、年々大滝という。